# Некротизирајући ентероколитис
Некротизирајући ентероколитис (НЕК) је цревна болест која погађа превремено рођене бебе или бебе са веома ниском порођајном тежином.  Симптоми могу укључивати лоше храњење, надимање, смањену активност, крв у столици, повраћање жучи, отказивање више органа и потенцијално смрт.
Тачан узрок није јасан.  Међутим, идентификовано је неколико фактора ризика. Доследно описани фактори ризика укључују храњење адаптираним млеком, цревну дисбиозу, ниску порођајну тежину и превремено рођење.  Други потенцијално имплицитни фактори ризика укључују конгениталне срчане мане, асфиксију при порођају, трансфузију крви и превремено руптурирање мембрана.  Верује се да основни механизам укључује комбинацију лошег протока крви и инфекције црева.  Дијагноза се заснива на симптомима и потврђује се медицинским снимањем. 
Мајчински фактори као што су хориоамнионитис, злоупотреба кокаина, интраутерино ограничење раста, интрахепатична холестаза током трудноће, повећан индекс телесне масе, недостатак пренаталних стероида, начин порођаја, абрупција плаценте, прееклампсија и пушење нису доследно повезани са развојем НЕЦ-а. 
Превенција укључује употребу мајчиног млека и пробиотика.  Лечење укључује мировање црева, орогастричну сонду, интравенске течности и интравенске антибиотике.  Хируршка интервенција је потребна код оних који имају слободан ваздух у абдомену.  Може бити потребан и низ других потпорних мера. Компликације могу укључивати синдром кратког црева, цревне стриктуре или кашњење у развоју. 
Око 7% оних који су превремено рођени развија НЕЦ; међутим, вероватноћа да ће новорођенче развити ову болест директно је повезана са јединицом интензивне неге на којој је смештено.  Почетак је обично у прве четири недеље живота.  Међу оболелима, око 25% умире. Полови су подједнако погођени. Стање је први пут описано између 1888. и 1891. године.

## Етиологија
Иако тачан узрок НЕК није јасан,  откривено је неколико фактора ризика:
Главни фактори ризика
- Мала порођајна тежина
- Превремено рођење
- Храњење формулом (на бази говеда)
- Цревна дисбиоза

Остали фактори ризика
- Акутна хипоксија
- Изложеност антибиотицима
- Трансфузије крви
- Срчане аномалије
- Неонатална анемија
- Слаба цревна перфузија
- Продужена употреба индометацина за затварање отвореног артеријског дуктуса

Мајчински фактори
- Лекови за сузбијање киселине
- Хориоамнионитис
- Злоупотреба кокаина
- Ограничење раста ин утеро
- Повећан индекс телесне масе
- Интрахепатична холестаза током трудноће
- Недостатак пренаталних стероида
- Начин порођаја
- Абрупција плаценте
- Прееклампсија
- Пушење дувана

## Клиничка слика
Стање се типично јавља код превремено рођених беба, а време његовог почетка је генерално обрнуто пропорционално гестацијској старости бебе при рођењу (што се беба раније роди, то се касније обично виде знаци неуроенцефалног карцинома). 
Почетни симптоми укључују нетолеранцију на храну и застој у развоју, повећане желудачне резидуе, надимање стомака и крваву столицу. Симптоми могу брзо напредовати до промене боје стомака са перфорацијом црева и перитонитисом и системском хипотензијом, што захтева интензивну медицинску подршку.

## Компликације
Компликације некротизирајућег ентероколитиса последица су некрозе која почиње у слузокожи и може напредовати тако да захвати целу дебљину цревног зида, узрокујући перфорацију црева са накнадним перитонитисом и често слободним интраабдоминалним ваздухом. Перфорација се најчешће јавља у терминалном делу илеума, дебелом цреву и проксималном  делу танког црева (ређе). 
Сепса се јавља код 20% до 30% одојчади са НЕК, мада је у једној серији, смрт је наступила код око 5% одојчади са тежином >1.500 г, гок је код одојчади са тежином < 1500 г у 20% случајева.
Стриктуре црева су најчешћа дугорочна компликација НЕК-а, јављају се код 10% до 36% одојчади која преживе почетни догађај. Стриктуре се обично манифестују у року од 2 до 3 месеца од епизоде НЕК-а. Стриктуре се најчешће примећују у дебелом цреву, посебно на левој страни тела.
Синдром кратког црева развија се код око 10% одојчади са НЕК-ом.